# Градиште (Чукојевац)
Градиште  је археолошко налазиште, градина из античког периода, у месту Чукојевац, код Краљева на ушћу реке Груже у Западну Мораву. Локалитет је лоциран на купастом узвишењу, на десној страни пута Чукојевац - Годачица и удаљен је око 2,5 km од цркве у Чукојевцу. Локалитет је веома оштећен пробијањем пута и формирањем равног платоа 2001. године.
На налазишту се издваја 4 (5) културних слојева, односно 3 хоризонта живота. У 1. слоју су откривени остаци зидова од ломљеног камена везаног кречним малтером. У другом слоју пронађени су остаци гарежи, камена, опеке и археолошки материјал, као и два објекта за које се везују налази керамике и животињских костију, гвоздена брава и гвоздена шљака. У слоју 3 октривени су керамика, животињске кости, шљака, предмети од метала и кости, остаци објекта и јама са пепелом. У слоју 4 откривени су шут и остаци керамике.

## Утврђење
Утврђење на локалитету Градише подигнуто је у другој половини 3. века, што је закључено према откривеном материјалу. Зидано је од притесаног камена уједначених димензија који су везивани кречним малтером. Током 4. и 5. век градина постаје рефугијум околног становништва, о чему сведочи 2. хоризонт на налазишту. Током 5. и 6. века утврђење је напуштено .